# Inscrição Duenos

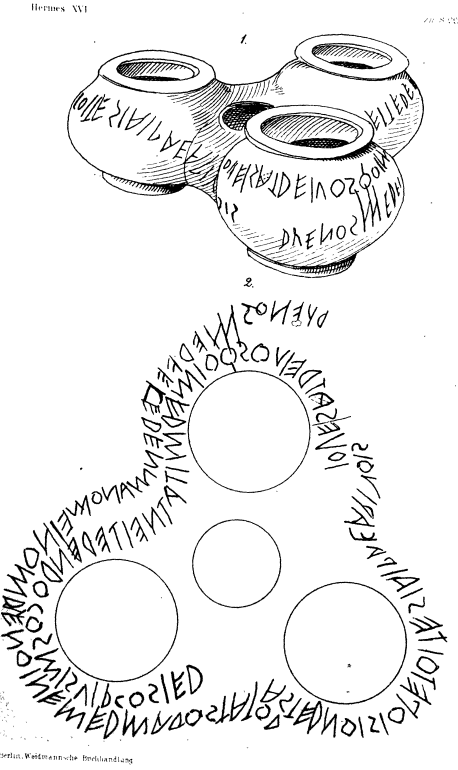
ilustração do «vaso de Duenos» por Dressel

A inscrição Duenos (CIL I², 4) é um dos primeiros registros escritos do latim. Trata-se de um texto de três linhas inscrito nos lados duma espécie de cerno, obra artesã que neste caso consta de três vasos globulares de terracota ligados. Foi descoberta em 1880 pelo arqueólogo alemão Heinrich Dressel na cidade de Roma. Recebeu o seu nome por conter Duenos como primeira palavra da terceira linha – a linha mais fácil de decifrar. De acordo com a datação mais aceitada, a inscrição seria do século VI a.C., por volta de 580 – 550 a.C.

## Decifração do texto
Embora seja perfeitamente legível, há múltiplas interpretações das três linhas de texto grafitadas no cerno. Embora haja certo acordo sobre o significado da primeira e da terceira linha do texto, continua a haver certo mistério a respeito da segunda.
Seguem-se, para cada uma das três linhas:
a. A transcrição direta
b. A transcrição direta com possíveis mácrons e separação em palavras
c. Uma interpretação especulativa da sua tradução para o latim clássico
d. Uma tradução para o português do latim clássico
e. Uma tradução alternativa
Primeira linha:
a. IOVESATDEIVOSQOIMEDMITATNEITEDENDOCOSMISVIRCOSIED
b. iouesāt deivos qoi mēd mitāt, nei tēd endō cosmis vircō siēd
c. Iurat deos qui me mittit, ni in te (= erga te) comis virgo sit
d. Quem te envia junto a mim reza aos deuses, se a menina não te for gentil"
e. Jurei pelos deuses que me mandaram. Se uma donzela não sorri nem se dirige a ti.
Segunda linha:
a. ASTEDNOISIOPETOITESIAIPACARIVOIS
b. as(t) tēd noisi o(p)petoit esiāi pācā riuois
c. at te (...) paca rivis
d. sem ti (...) acalma-a com [este] fluxo [de perfume]
e. suaviza-a com essências.
Tterceira linha:
a. DVENOSMEDFECEDENMANOMEINOMDVENOINEMEDMA[L]OSTATOD
b. Duenos mēd fēced en mānōm einom duenōi nē mēd malo(s) statōd
c. Bonus me fecit in manom einom bono, ne me malus (tollito, clepito)
d. [Um homem] bom fez-me fluir ...(?) para um bom fim, o mal não me pegará.
e. "Duenos me fez com a sua mão. A Dueno ...(?) me mal está"

## Interpretações do texto íntegro
Uma interpretação dada por Warmington e Eichner dá a tradução completa como se segue, embora não seja com certeza:
| “ | Sendo isto jurado pelos Deuses, de onde saio: Se uma donzela não te sorrir, nem for fortemente atraída por ti, então acalma-a com esta fragrância! Alguém bom encheu-me para alguém bom e educado, e não serei pego por alguém mau. | ” |

Para Eichner é, portanto, uma espécie de advertência a respeito da substância cosmética que fora armazenada nos vasos
Uma interpretação alternativa é:
| “ | Quem me doa jura pelos Deuses: se a donzela não for amável contigo e se tu ... Duenos fez-me como fino presente para um homem bom; que nenhum mal homem me roube. | ” |

Todavia, outra mais interpretação alternativa é a seguinte:
| “ | Jurei pelos deuses que me mandaram. Se uma donzela não sorri nem se dirige a ti, suaviza-a com essências. Eu vim até um [homem] bom que tinha boas maneiras, e um [homem] perverso não me deve tirar dele. | ” |